# Синдіотактичний полімер
Си́ндіотакти́чний поліме́р (рос. синдиотактический полимер, англ. syndiotactic polymer) — полімер, що складається з синдіотактичних макромолекул.
Особливість будови таких макромолекул полягає в тому, що в регулярно повторювані ланки основного ланцюга макромолекули входять асиметричні атоми, які мають протилежні конфігурації. В таких полімерах просторово повторювальна ланка складається з двох енантіомерних конфігураційних одиниць: (…ld ld ld…). У фішерівській проєкції всі замісники (наприклад, Н і СН3) розташовуються почергово по один бік лінії головного ланцюга. Позначаються st-, наприклад, синдіополіпропілен st-[–CH2CH(CH3)–]n.